# Aoi Morikawa
Aoi Morikawa (森川 葵 Morikawa Aoi?,  Tōkai, Prefectura de Aichi, 17 de junio de 1995) es una actriz y modelo japonesa, afiliada a la agencia de talentos Stardust Promotion.

## Biografía
Morikawa nació el 17 de junio de 1995 en la ciudad de Tōkai, Aichi. Su familia se compone de sus padres y dos hermanos, siendo la única hija. En 2010, fue Miss Seventeen con modelos como Ayaka Miyoshi, entre otras 5,575 solicitantes más. El 18 de agosto del mismo año, los lectores fueron invitados al evento Seventeen Summer School Festival, que se realizó en el Ryōgoku Kokugikan de Tokio.
El 28 de febrero de 2015, en una edición de abril de 2015 de Seventeen, se graduó como modelo exclusiva de la revista.

## Filmografía

### Televisión
| Año  | Título                                           | Papel            | Cadena  | notas               |
| ---- | ------------------------------------------------ | ---------------- | ------- | ------------------- |
| 2012 | Sprout                                           | Miku Ikenouchi   | NTV     | Protagonista        |
| 2013 | XxxHolic                                         | Dojo Ame         | WOWOW   | Episodios 4, 5, y 8 |
| 2013 | 35-sai no Koukousei                              | Hitomi Eto       | NTV     |                     |
| 2015 | Do S Deka                                        | Kana Minakami    | NTV     | Episodio 6          |
| 2015 | Prison School                                    | Hana Midorikawa  | TBS     |                     |
| 2016 | Itsuka Kono Koi o Omoidashite Kitto Naite Shimau | Konatsu Ichimura | Fuji TV |                     |
| 2016 | Princess Maison                                  | Sachi Numagoe    | NHK     | Protagonista        |

### Películas
| Año           | Título                              | Papel           | Notas           | Referencias |
| ------------- | ----------------------------------- | --------------- | --------------- | ----------- |
| 2013          | School Girl Complex Hōsōbu Hen      | Manami Shintani | Papel principal |             |
| 2014          | The World of Kanako                 | Tomoko Nagano   |                 |             |
| 2014          | Gekijōban Zero                      | Michi Kazato    |                 |             |
| 2015          | Tsuugaku Series Tsuugaku Tochu      | Yuki            |                 |             |
| 2016          | Too Young To Die! Wakakushite Shinu | Hiromi Tezuka   |                 |             |
| 2016          | Gold Medal Man                      |                 |                 |             |
| 2017          | Hana Ikusa                          | Ren             |                 |             |
| 2017          | Sensei!                             | Megumi Chigusa  |                 |             |
| Love and Lies | Aoi Nisaka                          | Papel principal |                 |             |
| 2018          | Over Drive                          | Hikaru Endō     |                 |             |
| 2018          | We Make Antiques                    |                 |                 |             |
| 2018          | River's Edge                        | Kanna Tajima    |                 |             |